# FIBA Hall of Fame

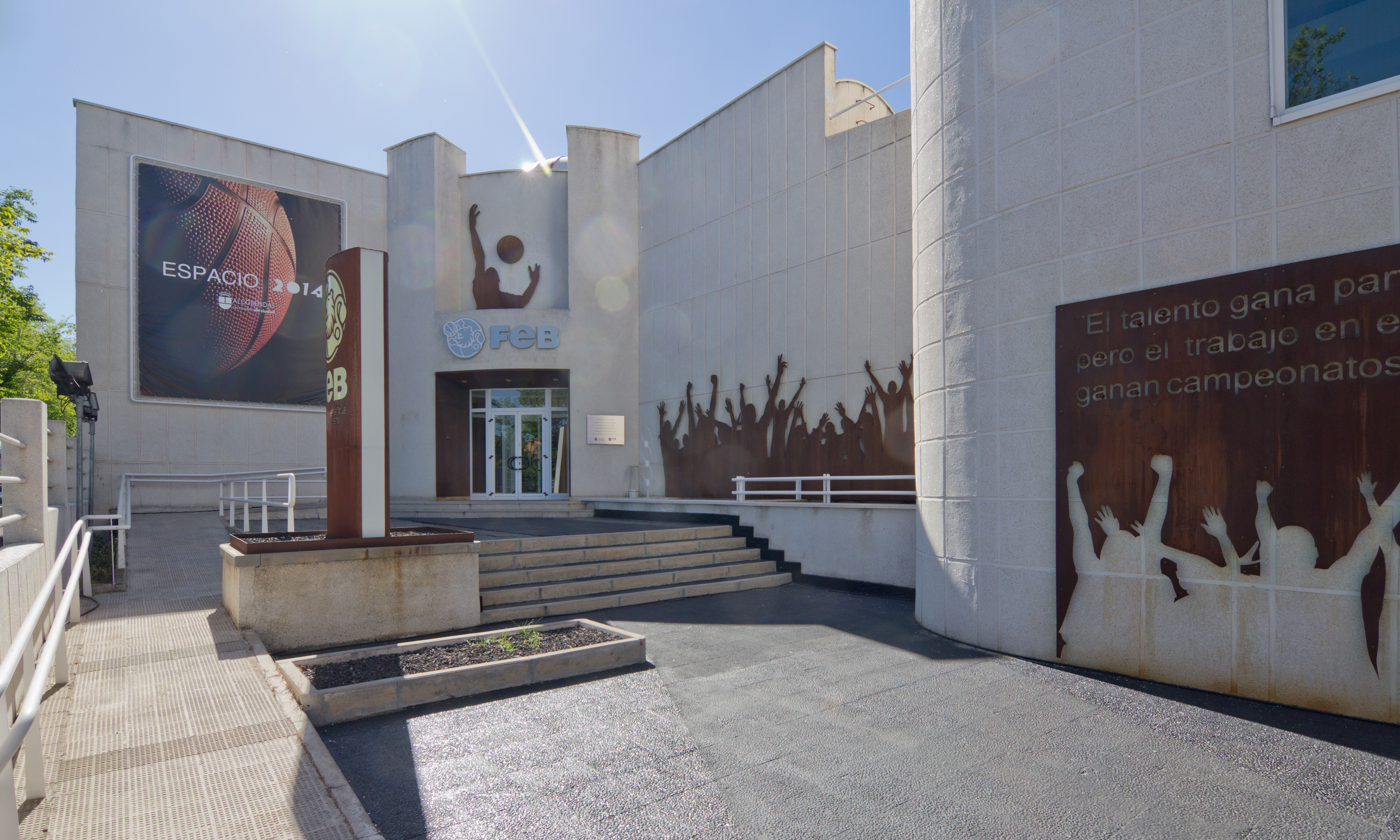
Galeria Sław FIBA.

FIBA Hall of Fame – Galeria Sław FIBA to lista zasłużonych koszykarzy, trenerów i działaczy, którzy mieli znaczny wpływ na rozwój międzynarodowej koszykówki. Została utworzona przez Międzynarodową Federację Koszykówki w 1991 roku. Należy do niej również „Biblioteka Juana Antonio Samarancha”, która jest największym na świecie zbiorem książek i magazynów koszykarskich. Galeria Sław FIBA znajduje się w budynku muzeum koszykarskiego w hiszpańskim Alcobendas. Ceremonia przyznania członkostwa w FIBA Hall of Fame, od 2007 roku, odbywa się co dwa lata.

## Koszykarze

### Członkowie
- Rosja: Siergiej Biełow, Aleksandr Biełow
- Hiszpania: Emiliano Rodríguez, Fernando Martín
- Serbia: Radivoj Korać, Zoran Slavnić, Dragan Kićanović, Vlade Divac
- Chorwacja: Krešimir Ćosić, Dražen Petrović
- Francja: Antoine Rigaudeau
- Bośnia i Hercegowina: Mirza Delibašić, Dražen Dalipagić
- Słowenia: Ivo Daneu
- Włochy: Pierluigi Marzorati, Dino Meneghin
- Grecja: Nikos Galis
- Brazylia: Amaury Pasos, Oscar Schmidt, Ubiratan Pereira
- Argentyna: Oscar Furlong, Ricardo González
- Portoryko: Teófilo Cruz
- Kuba: Ruperto Herrera
- USA: Bill Russell, David Robinson, Oscar Robertson, Michael Jordan
- Litwa: Arvydas Sabonis, Šarūnas Marčiulionis
- Australia: Andrew Gaze
- Angola: Jean-Jacques Conceição
- / Ukraina/Rosja: Władimir Tkaczenko

### Kandydaci
- Brazylia: Wlamir Marques, Waldemar Blatskauskas, Ruy de Freitas, Marcel de Souza, Edson Bispo dos Santos, Antonio Salvador Sucar, Affonso Évora, Alfredo da Motta, Jatyr Eduardo Schall, Carmo „Rosa Branca” de Souza, Carlos „Mosquito” Domingos Massoni, Zenny „Algodão” de Azevedo
- Serbia: Predrag Danilović, Dejan Bodiroga, Aleksandar Đorđević, Žarko Paspalj
- USA: Magic Johnson, Jerry West, Bob Kurland
- Łotwa: Rūdolfs Jurciņš, Jānis Krūmiņš, Valdis Muižnieks, Maigonis Valdmanis, Valdis Valters, Rudolfs Jurcinš, Juris Kalninš, Gunars Silinš, Juris Silarajs
- Słowenia: Aljoša Žorga, Peter Vilfan, Jure Zdovc, Boris Kristancic
- Grecja: Jeorjos Kolokitas, Panajotis Janakis, Fanis Christodulu, Panajotis Fasulas
- Litwa: Modestas Paulauskas
- Hiszpania: Juan Antonio San Epifanio, Francesc „Nino” Buscató
- Francja: Alain Gilles
- Czechy: Ivan Mrázek, Jiří Zídek Sr.
- Portoryko: Raymond Dalmau, Juan „Pachin” Vicéns
- Bułgaria: Konstantin Totew, Iliya Mirchev
- Australia: Eddie Palubinskas
- Kuba: Pedro Chappé
- Syria: Jacques Bachayani, Koutrach Tarif
- Czarnogóra: Žarko Paspalj
- Rosja: Gennadi Volnov
- Niemcy: Detlef Schrempf
- Holandia: Rik Smits
- Izrael: Miki Berkowicz
- Polska: Mieczysław Łopatka
- Węgry: János Greminger
- Kanada: Leo Rautins
- Meksyk: Manuel Raga
- Urugwaj: Oscar Moglia
- Ekwador: Nicolás Lapentti
- Jordania: Awwad Mfadi Haddad
- Iran: Aidin Nikkhah Bahrami
- Irak: Ahmed Abdul Ghafour Al-Samarrai

## Koszykarki

### Członkinie
- Włochy: Liliana Ronchetti
- Bułgaria: Wanja Wojnowa
- Łotwa: Uļjana Semjonova
- USA: Ann Meyers, Cheryl Miller, Teresa Edwards, Anne Donovan
- Brazylia: Hortência Marcari, Paula Gonçalves
- Francja: Jacky Chazalon
- Rosja: Natalja Zasulska
- Polska: Małgorzata Dydek

### Kandydatki
- Brazylia: Marlene Jose Bento, Delcy Ellender Marques, Laís Elena Aranha da Silva, Maria Helena Cardoso, Nilza Monte Garcia, Maria Helena „Heleninha” Campos, Norma „Norminha” Pinto de Oliveira
- Łotwa: Dzintra Grundmane, Helēna Bitnere-Hehta, Silvija Radone-Krodere, Maija Saleniece-Siliņa, Skaidrīte Smildziņa-Budovska, Dzidra Uztupe-Karamiševa
- Rosja: Nina Poznanskaya, Tatjana Owieczkina, Olga Soukharnova
- Włochy: Catarina Pollini, Mara Fullin, Mabel Bocchi
- Węgry: Agnes Nemeth, Lenke Kiss
- Hiszpania: Elisabeth Cebrián
- Serbia: Marija Veger-Demsar
- Bułgaria: Penka Stojanowa
- Austria: Adriana Bilik-Biermaier
- Australia: Robyn Maher, Michele Timms
- Chiny: Liu Yumin
- Korea Południowa: Shin-Ja Park

## Trenerzy

### Członkowie
- Rosja: Aleksander Gomelski, Władimir Kondrashin, Lidia Alexeyeva, Jewgienij Gomelski
- Serbia: Aleksandar „Aca” Nikolić, Ranko Žeravica
- USA: Dean Smith, Henry „Hank” Iba, Kay Yow, Pat Summitt, Pete Newell
- Hiszpania: Antonio Díaz-Miguel, Pedro Ferrándiz
- Włochy: Giancarlo Primo, Cesare Rubini
- Brazylia: Togo Renan „Kanela” Soares
- Chorwacja: Mirko Novosel
- Australia: Lindsay Gaze, Jan Stirling
- Kanada: John Donohue

### Kandydaci
- Serbia: Dušan Ivković, Božidar „Boža” Maljković, Želimir „Željko” Obradović, Svetislav Pešić, Milan Vasojević
- Włochy: Alessandro „Sandro” Gamba, Valerio Bianchini
- Łotwa: Oļģerts Altbergs, Valdemārs Baumanis, Raimonds Karnītis
- Algieria: Tayeb Abdelhadi, Kaddour Bilekdar, Tayeb Zenati
- Polska: Witold Zagórski, Ludwik Miętta-Mikołajewicz
- Bułgaria: Dimitar Mitev, Ivan Galabov
- USA: Chuck Daly
- Grecja: Nikos Nisiotis
- Francja: Joë Jaunay
- Słowenia: Zmago Sagadin
- Argentyna: Jorge Hugo Canavesi
- Portoryko: Julio Toro
- Syria: Najeeb Rateb Al Sheikh
- Irak: Ghazi Talib

## Sędziowie

### Członkowie
- Serbia: Obrad Belošević
- Włochy: Pietro Reverberi
- Rosja: Vladimir Kostin
- Węgry: Ervin Kassai
- Brazylia: Renato Righetto
- Urugwaj: Mario Hopenhaym
- Kanada: Allen Rae
- Grecja: Costas Rigas, Konstantinos Dimou
- Szwajcaria: Marcel Pfeuti
- Bułgaria: Valentin Lazarov, Artenik Arabadjian
- USA: Jim Bain
- Francja: Robert Blanchard

### Kandydaci
- Łotwa: Tālivaldis Pētersons, Imants Pļaviņš, Miervaldis Ramans, Jāzeps Šadeiko, Viesturs Baldzens, Andris Kuskis
- Grecja: Spyridon Kamizoulis, Antonios Skylogiannis
- Hiszpania: Miguel Ángel Betancor, Pedro Hernández-Cabrera
- USA: Hugh Richardson
- Irak: Ali Al-Safar, Yousif Taher Al-Wahab
- Francja: Yvan Mainini
- Włochy: Gualtiero Follati
- Holandia: Piet Leegwater
- Luksemburg: Léon Brosius
- Australia: John Holden
- Malta: Louis Borg
- Portoryko: Calvin Pacheco
- Bahamy: Vincent Ferguson

## Działacze

### Członkowie
- 8 Federacji, które założyły FIBA (Argentyna, Czechosłowacja, Grecja, Łotwa, Portugalia, Rumunia, Szwajcaria, Włochy)
- Serbia: Nebojša Popović, Radomir Shaper, Borislav Stanković
- Hiszpania: Anselmo López, Raimundo Saporta, Ernesto Segura de Luna
- USA: Willard N. Greim, Edward S. Steitz, George Killian
- Brazylia: Antonio dos Reis Carneiro, José Claudio Dos Reis
- Egipt: Abdel Azim Ashry, Abdel Moneim Wahby
- Rosja: Nikolai Semashko
- Francja: Robert Busnel
- Włochy: Decio Scuri, Aldo Vitale
- Wielka Brytania: Renato William Jones
- Turcja: Turgut Atakol
- Polska: Marian Kozłowski
- Węgry: Ferenc Hepp
- Austria: August Pitzl
- Szwajcaria: Léon Bouffard
- Kanada: James Naismith
- Peru: Eduardo Airaldi Rivarola
- Filipiny: Dionisio „Chito” Calvo
- Japonia: Yoshimi Ueda
- Korea Południowa: Yoon Duk-Joo
- Senegal: Abdoulaye Sèye Moreau
- Niemcy: Hans-Joachim Otto
- Argentyna: Luis Martín
- Australia: Al Ramsay
- Izrael: Noach Klieger

### Kandydaci
- Niemcy: Ursula Frank, Manfred Ströher
- Litwa: Vladas Garastas, Stanislovas Stonkus
- Bułgaria: Bozhidar Takev, Dragomir Kirkov
- Polska: Kajetan Hądzelek
- Austria: Friedrich Walz
- Luksemburg: Henri Heyart
- Australia: Ivor Burge
- Brazylia: Ivan Raposo
- Wenezuela: Israel Sarmiento Ramirez
- Filipiny: Gonzalo „Lito” Puyat
- Chińska Republika Ludowa: Carl Men-Ky Ching